# Чемпіонат Швеції з хокею 1935
 Чемпіонат Швеції з хокею: 1935 — 14-й сезон турніру з хокею з шайбою, який проводився за кубковою системою. 
Переможцем змагань став клуб АІК Стокгольм.

## Турнір

### Перший раунд
- «Трансбергс» ІФ (Стокгольм) - УоІФ «Маттеуспойкарна» (Стокгольм) 1:0
- ІК «Йота» (Стокгольм) - БК «Нордія» (Стокгольм) 9:0
- Нака СК - ІФ «Юганнітерпойкарна» (Стокгольм) 2:0
- Седертельє СК - ІФК Марієфред 1:0
- ІК «Гермес» (Стокгольм) - Седертельє ІФ 8:1

### Чвертьфінал
- «Гаммарбю» ІФ (Стокгольм) - Нака СК 10:0
- «Карлбергс» БК (Стокгольм) - ІК «Йота» (Стокгольм) 3:1
- АІК Стокгольм - ІК «Гермес» (Стокгольм) 1:0
- «Трансбергс» ІФ (Стокгольм) - Седертельє СК 1:0

### Півфінал
- «Гаммарбю» ІФ (Стокгольм) - «Карлбергс» БК (Стокгольм) 8:0
- АІК Стокгольм - «Трансбергс» ІФ (Стокгольм) 6:0

### Фінал
- «Гаммарбю» ІФ (Стокгольм) - АІК Стокгольм 1:2 (дод.)